# Late Nights with Jeremih
Late Nights with Jeremih è il primo mixtape del cantante statunitense Jeremih, pubblicato in maniera indipendente nel 2012 e reso disponibile gratuitamente online. Nel 2022 è stato riedito dalla Def Jam Recordings e reso disponibile per la prima volta sulle piattaforme streaming.

## Tracce
1. Intro – 1:19
2. Rosa Acosta – 3:26
3. All the Time (feat. Lil Wayne, Natasha Mosley) – 4:23
4. Outta Control (feat. 2 Chainz, Gucci Mane) – 4:34
5. Ahh Shit (feat. Fabolous) – 3:20
6. All Over Me (feat. Sir Michael Rocks) – 3:21
7. Go to the Mo – 3:16
8. 773 Love (feat. whoiskeithjames) – 3:49
9. Keep It Moving – 3:38
10. The Ladies (feat. AK From Do or Die, Twista) – 4:38
11. Late Nights – 3:04
12. Rated R – 3:09
13. Feel the Bass – 3:19
14. Down Easy (feat. whoiskeithjames) – 1:56
15. Knockin' (feat. E-40) – 2:05
16. Letter to Fans (feat. Willie Taylor) – 4:20